# イヴォル・パンドゥル
イヴォル・パンドゥル（Ivor Pandur、2000年5月25日 - ）は、クロアチア・リエカ出身のサッカー選手。ハル・シティAFC所属。ポジションはGK。

## クラブ経歴
2011年からHNKリエカの下部組織で育成され、2019年12月14日、NKヴァラジュディンとの試合でプルヴァHNLデビューを飾った。
2020年8月31日、セリエAに所属していたエラス・ヴェローナFCへ移籍し、5年契約を結んだ。同年10月28日、コッパ・イタリアのヴェネツィアFC戦にてデビューすると、3-3で迎えたPK戦で2本のシュートをセーブし、クラブの勝利に貢献した。
2022年7月7日、2022-23シーズンはエールディヴィジのフォルトゥナ・シッタートへレンタル移籍することが決定した。同シーズン終了前の4月28日、フォルトゥナ・シッタートへの完全移籍が決定し、4年契約を結んだ。
2024年1月20日、ハル・シティAFCに3年半契約で移籍した。

## 代表経歴
2015年からクロアチアの各世代別代表に招集されている。